# Los Trujillos-Gabaldon, Novi Meksiko
Los Trujillos-Gabaldon je popisom određeno mjesto u okrugu Valenciji u američkoj saveznoj državi Novom Meksiku. Prema popisu stanovništva SAD 2000. u ovdje je živjelo 2.166 stanovnika. 

## Zemljopis
Nalazi se na 34°39′47″N 106°45′32″W / 34.66306°N 106.75889°W (34.663188, -106.759012). Prema Uredu SAD-a za popis stanovništva, zauzima 15,4 km2 površine, sve suhozemne.

## Stanovništvo
Prema podatcima popisa 2000. u Los Trujillos-Gabaldonu bilo je 2166 stanovnika, 804 kućanstva i 598 obitelji, a stanovništvo po rasi bili su 71,93% bijelci, 1,15% afroamerikanci, 2,31% Indijanci, 0,18% Azijci, 19,62% ostalih rasa, 4,80% dviju ili više rasa. Hispanoamerikanaca i Latinoamerikanaca svih rasa bilo je 62,47%.